# 11β-羟基睾酮
11β-羟基睾酮是一种内源性类固醇，是睾酮的代谢产物之一，由类固醇11β羟化酶（CYP11B1）转化睾酮而来。